# Fergus de Galloway
Fergus de Galloway  († 12 mai 1161), fut seigneur de Galloway d'une date inconnue (probablement dans la décennie 1110) jusqu'à sa mort en 1161. Il est le fondateur de ce sous-royaume et a remis sur pied l'évêché de Whithorn. Il devient légendaire après sa mort, bien que sa vie soit quelque peu mystérieuse.

## Origine et famille
Fergus de Galloway est un personnage présenté alternativement dans les sources: comme « roi », « subregulus », « prince  » ou « seigneur » de Galloway. Ses ancêtres sont inconnus mais il est probable qu'il est issu d'une dynastie implantée dans le  sud-ouest de l'Écosse.  Il apparaît  pour la première fois lors de la consécration de la cathédrale de Glasgow en 1136  accompagné de son fils Uthred († 1174), né de son union vers 1120 avec une fille naturelle anonyme du roi Henri Ier d'Angleterre. De ce mariage il a également une fille Affreca, qui épouse Olaf Godredsson († 1153), roi de l'île de Man. Le second fils connu de Fergus, Gillebrigte ou Gilbert († 1185), décrit à l'occasion comme le frère aîné d'Uhtred, doit être né d'une précédente union sans doute irrégulière aux yeux de l'Église. Régnant sur un domaine stratégique à la périphérie des pouvoirs des rois d'Écosse et d'Angleterre, Fergus est traditionnellement représenté comme un magnat semi-indépendant du monde norvégien-gaël de la mer d'Irlande et de la région des Hébrides.

## Règne
Alors que la montée en puissance du pouvoir de la couronne écossaises tend à limiter sa liberté de manœuvre, Fergus réussit à écarter l'influence étrangère de ses domaines. L'abondance des ressources en hommes de son vaste domaine les féroces « Gallowglasses », lui vaut d'être courtisé par les deux royaumes, mais sa coopération ne leur est acquise que dans les limites d'un intérêt mutuel.
L'expansion vers le sud de l'autorité royale écossaise oblige  Fergus à s'intégrer dans l'orbite du roi David Ier d'Écosse, et les Galwegians jouer un rôle important lors des campagnes du roi David contre Etienne d'Angleterre après 1136. Il n'existe aucune information de la base de la relation entre Fergus et David Ier, qui découle probablement de la simple reconnaissance de la montée en puissance du roi écossais dans les terres autour du Solway Firth, mais elle a conduit à la mise à disposition d'un nombre important de guerriers pour les armées de David. Les atrocités commises en 1138 sont attribués dans les récits contemporains de la campagne aux « Gallowglasses », et leur action indiscipliné lors de la bataille de l'Étendard en cette même année a largement contribué à la défaite écossaise.
Fergus n'est plus impliqué dans des entreprises en Angleterre de David Ier après 1138, mais sa relation avec la couronne écossaise se poursuit. L'union de son fils et héritier, Uhtred, avec Gunnilda, la fille de Waltheof d'Allerdale, un important noble de Cumbria lié à David Ier comme descendant de son grand-oncle Maldred, resserre leurs relations. De même, le mariage d' Affreca avec Olaf Ier de Man a une importance régionale dans le contexte de la sphère élargie de l'influence de la couronne écossaise.  .
Les tentatives du roi David Ier de libérer l'église écossaise des revendications à l'autorité métropolitaine de l'archevêque d'York ne s'étendait apparemment pas à l'évêché de Whithorn, dont les liens étroits avec York remontent au VIIIe siècle. Le siège de Whithorn ne compte aucun évêque du début du IXe siècle jusqu'à l'apparition vers 1128 de l'évêque Gilla-Aldan, dont la nomination semble représenter la renaissance de l'ancienne siège. La renaissance de Whithorn et de la nomination de Gilla-Aldan sont souvent mises au crédit de Fergus mais il n'en existe aucune preuve, et l'archevêque Thurstan († 1140) d'York qui avait besoin d'évêques suffragants fidèles pour à la fois  renforcer ses prétentions en Écosse et repousser les défis à son statut de l'archevêque de Canterbury, est le candidat plus probable à cette renaissance.  Comme souverain de Galloway, Fergus doit cependant avoir été impliquée dans tout processus de la rénovation religieuse de Whithorn. Sa fondation de l'abbaye cistercienne de Dundrennan en 1142, établie par des moines de l'abbaye de Rievaulx dépendante de York plutôt que de l'écossaise abbaye de Melrose en est la preuve.
L'implication du Fergus pendant la décennie 1150 dans les affaires écossaises est réduite. À partir de 1153 son attention est occupée par l'île de Man et les Hébrides, où l'assassinat de son gendre Olaf Ier a été suivi par une attaque sur le Galloway.  . Il n'y a cependant, aucune preuve que Fergus ait aidé son petit-fils, Godfred V de Man, dans sa lutte pour prendre le trône de Man, ou qu'il l'ait soutenu dans la guerre générale qui éclate dans les Hébrides contre Somerled d'Argyll après 1154.  Une réduction de son engagement en Écosse, n'implique cependant pas nécessairement une rupture avec le gouvernement du nouveau  roi Malcolm IV d'Écosse. En effet, la capture et la livraison au roi à Whithorn en 1156 de Donald MacHeth, le fils de Malcolm MacHeth, prétendant au trône d'Écosse, prouve le contraire.
La restauration du contrôle anglais sur Carlisle en 1157 marque un tournant dans les relations de Fergus avec l'écosse. L'influence du royaume d'Écosse dans la région du Solway Firth diminue, et Fergus reprend peut-être sa liberté d'action dans un  effort pour imposer son autorité à ses fils indisciplinés. Il semble que Fergus  cherche mettre à profit l’éloignement lié à la participation du Malcolm IV à l'expédition d'Henri II d'Angleterre contre Toulouse en 1159 pour piller le territoire écossais afin aussi sans doute de faire taire l'opposition intérieure menée par ses fils indociles.
Le Retour de Malcolm IV dès 1160 à la suite du règlement rapide du conflit toulousain lui permet de faire face à Fergus: trois invasions du Galloway suivent dans le courant de l'année. Peut-être affaibli par la discorde entre ses fils Uhtred et Gilbert, Fergus est obligé de composer et il doit abandonner sa seigneurie et se retirer à l'abbaye d'Holyrood à Édimbourg, où il meurt le 12 mai 1161. Après la mort de Fergus ses domaines sont partagés entre ses fils, l'imposition par Malcolm IV d'un contrôle plus rigoureux sur le Galloway, est le début du mouvement destiné à placer la région sous la suzeraineté écossaise.